# Anita Aisenberg
Anita Diana Aisenberg Olivera es una bióloga uruguaya, reconocida por su trabajo investigativo en arácnidos. Aisenberg ha explorado  regiones de América Latina con el objetivo de estudiar el comportamiento y las costumbres de las arañas.

## Carrera
Aisenberg obtuvo una Licenciatura en Ciencias Biológicas en la Universidad de La República de Uruguay en 2003. Cursó una Maestría en Ciencias Biológicas entre 2003 y 2006 y un Doctorado en Ciencias Biológicas entre 2007 y 2010 en la misma institución. En la actualidad se desempeña como Jefa del Laboratorio de Ecología y Biología Evolutiva del Instituto de Investigaciones Biológicas Clemente Estable en Montevideo. También es investigadora del Sistema Nacional de Investigadores (ANII) e investigadora del Programa de Desarrollo de las Ciencias Básicas (PEDECIBA).

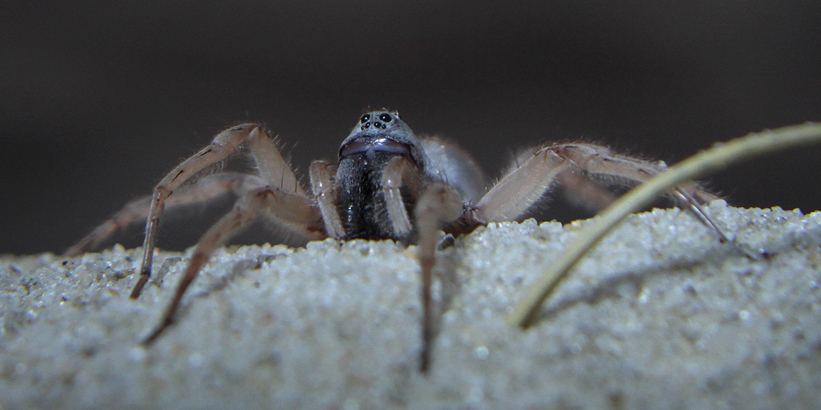
La Allocosa brasiliensis es una araña de la familia Lycosidae que habita en el sur de América. Es una de las especies en las que se ha enfocado el trabajo investigativo de Anita Aisenberg.

Cuando todavía era estudiante de licenciatura, Aisenberg empezó a interesarse en los arácnidos al asistir a una charla sobre su comportamiento brindad por el biólogo Fernando Costa. En 2011 la BBC publicó un artículo de la bióloga titulado El canibalismo sexual de las arañas, fruto de una investigación realizada con Costa y Macarena González. En el artículo se explica la inversión de roles sexuales en la araña blanca de la arena (Allocosa brasiliensis). El mismo año, el semanario británico The Economist publicó otro artículo de Aisenberg, en el que se profundiza en la especie Leucauge argyra y en su costumbre de canibalizar al macho luego de inmovilizarlo con una sustancia segregada durante su apareamiento.
Aisenberg además ha publicado una gran cantidad de artículos en revistas científicas y periódicos, documentos de divulgación científica y libros, algunos de ellos enfocados a un público infantil, como En la orilla: Secretos nunca contados de animales en la costa uruguaya y En la orilla: Secretos nunca contados de animales en la costa uruguaya.

## Publicaciones destacadas
- Ecosistemas costeros uruguayos (2010).
- En la orilla: Secretos nunca contados de animales en la costa uruguaya (2016).
- El viaje que cambió la ciencia: Las aventuras de Darwin en el Río de La Plata (2018).[5]
- Guía de arácnidos del Uruguay (2018).